# David Michael Clarke
Pour les articles homonymes, voir David Clarke (homonymie) et Clarke.
David Michael Clarke est un artiste britannique, né en 1969, à Poole, Angleterre.

## Biographie
David Michael Clarke est né à Poole en Angleterre. Il a étudié à l'École des Beaux Arts de Glasgow en Écosse, et a été un artiste actif sur la scène artistique de Glasgow dans les années 1990. En 1996, Clarke a gagné le prix Richard Hough pour ses diaporamas, dans lesquels il combinait un commentaire unique avec une suite d'images ressortissantes de la presse médiatique et sa vie privée. Aujourd'hui, il vit et travaille à Nantes où il continue d'explorer ses sujets préférés de l'art et l'amour à travers la photographie, la vidéo et le son.

## Œuvres
Dans le projet Un mètre carré de toile brute avec 212 baisers volés (2001), Clarke montre le résultat d'une action artistique : le vol de 212 baisers à une toile de Fabrice Hybert. L'œuvre en question appartient à la collection du Frac des Pays de la Loire, elle est intitulée Un mètre carré de rouge à lèvres (1981) et se présente comme un monochrome rouge et sensuel. L'œuvre de Clarke part aussi du constat que le vol d'un baiser n'a rien à voir avec le vol d'argent, par exemple, car il y a souvent dans le « baiser volé » une autorisation tacite. Joseph Kosuth a dit que « l'art existe par l'influence qu'il exerce sur d'autres arts ». Alors, peut-être les 212 baisers n'étaient pas volés, mais plutôt offerts à Fabrice Hybert comme marque de respect.
Le personnage de Roger Le Flanchec a inspiré à Clarke une exposition ayant pour thème la maison d'Orain en 2017.